# Vàng anh châu Phi
Vàng anh châu Phi, tên khoa học Oriolus auratus, là một loài chim trong họ Oriolidae.